# Papilio zalmoxis
Papilio zalmoxis là một loài bướm thuộc họ Bướm phượng (Papilionidae). 
Loài Papilio zalmoxis được mô tả năm 1864 bởi Hwitson. Loài bướm Papilio zalmoxis là một loài bướm châu Phi, sinh sống ở các xứ nhiệt đới (Liberia, Ghana, Cameroon, Nigeria, Gabon, Cộng hòa Dân chủ Congo, Zaire, Bờ Biển Ngà).
Sải cánh dài 12–16 xentimét (4,7–6,3 in) và là loài bướm phượng lớn thứ nhì châu Phi.

## Hình ảnh

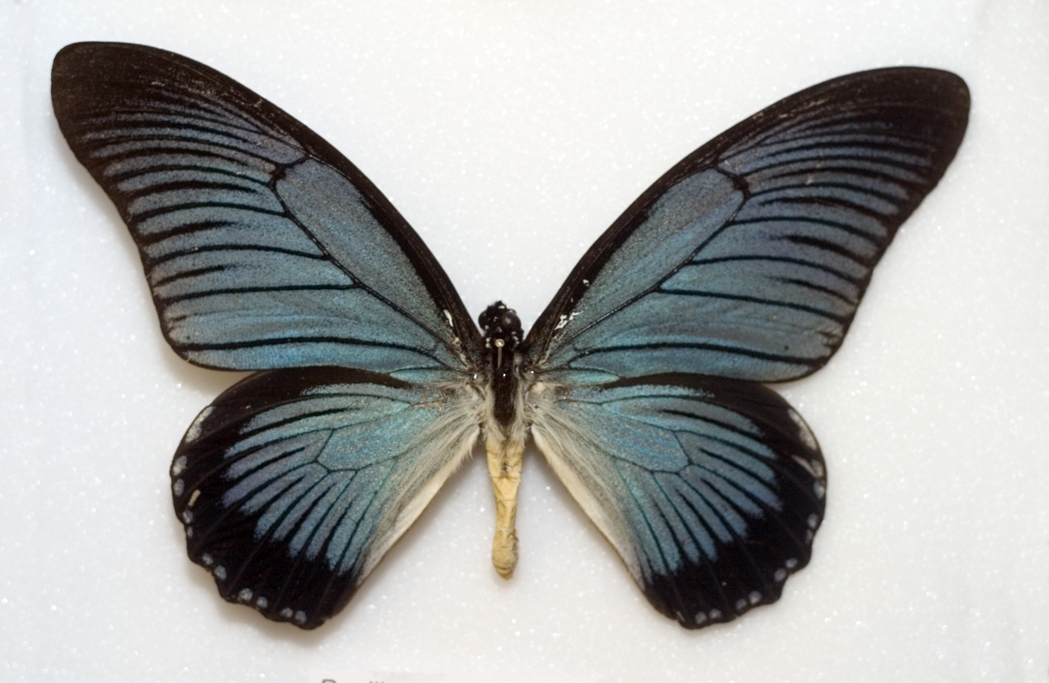
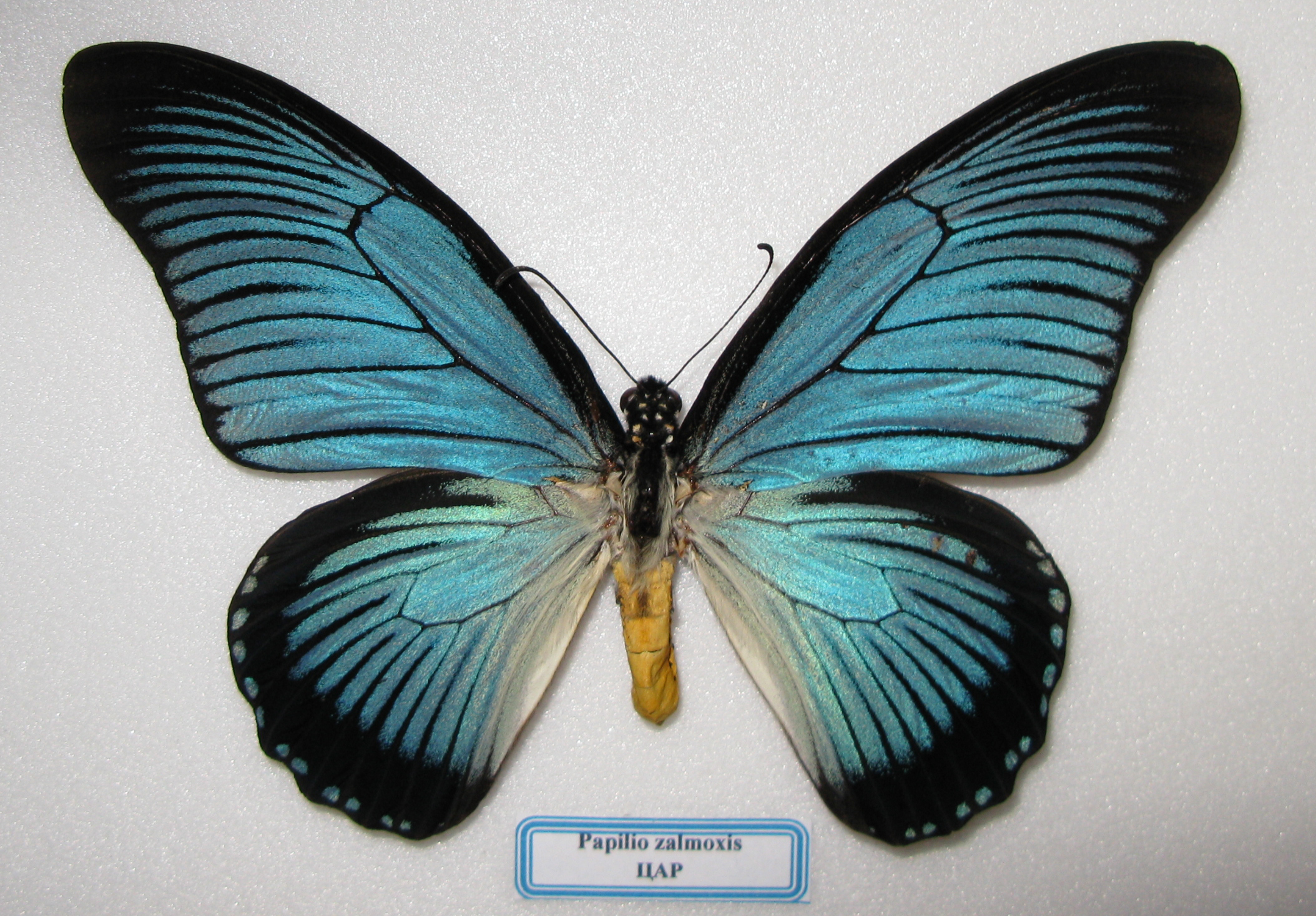
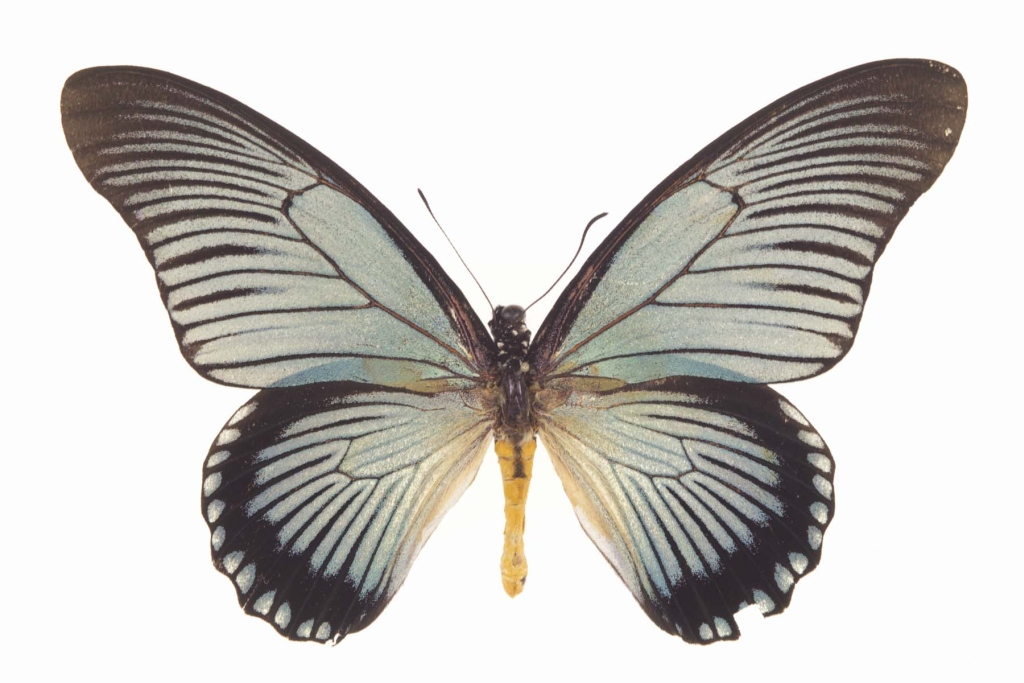
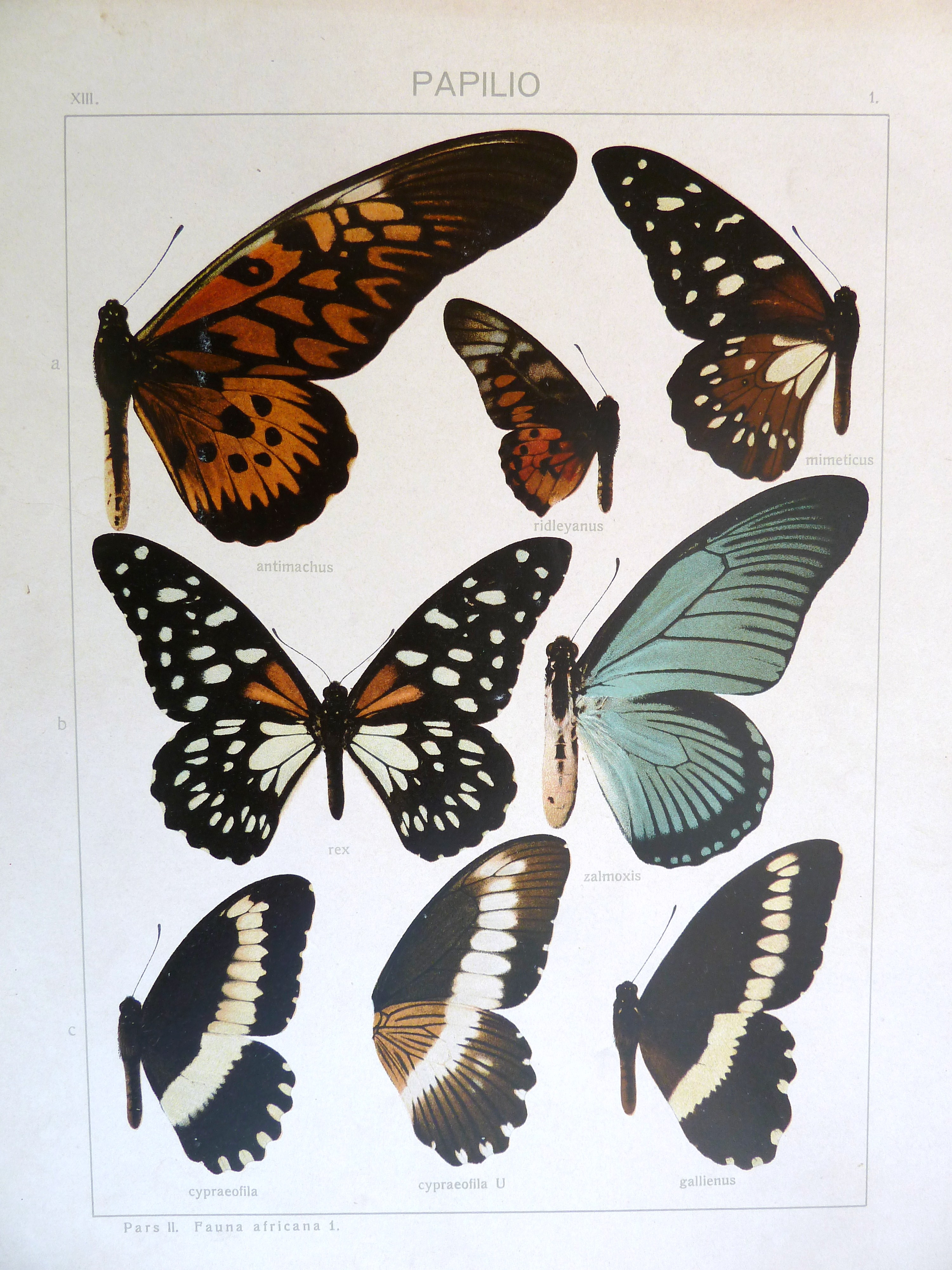